# Irena Vujović
Irena Vujović (in cirillico: Ирена Вујовић?; Belgrado, 3 aprile 1983) è una politica serba, dal 28 ottobre 2020 ministra della Protezione Ambientale nei governi Brnabić II, Brnabić III e Vučević.

## Biografia

### Primi anni di vita e istruzione
Irena Vujović è nata il 3 aprile 1983 a Belgrado. Il suo bisnonno era Nikola Kovačević, un membro montenegrino di alto rango della Lega dei comunisti jugoslavi e fratello di Sava Kovačević, comandante dei partigiani jugoslavi.
Ha conseguito la laurea e il master in economia presso la Facoltà di Economia Internazionale della Megatrend University e attualmente frequenta gli studi di dottorato presso la stessa università.
Dal 2005 al 2008 è stata coordinatrice della cooperazione presso il Dipartimento di cooperazione internazionale della Megatrend University. È stata anche docente associata nelle materie Economia russa moderna ed Economia dello spazio post-sovietico.

### Carriera politica
È entrata a far parte del Partito Progressista Serbo dopo la sua fondazione nel 2008. È stata membro del consiglio principale ed è stata eletta membro della presidenza del Partito Progressista Serbo il 28 maggio 2016 durante l'assemblea elettorale del partito.
In seguito alle elezioni parlamentari serbe del 2012 e del 2014, è stata eletta membro dell'Assemblea nazionale. Dopo le elezioni del 2014, il sindaco di Belgrado, Siniša Mali, l'ha nominata vicesindaco responsabile delle attività sociali. Nel maggio del 2014 si è dimessa dall'Assemblea nazionale, perché l'Agenzia per la lotta contro la corruzione annunciò che non avrebbe potuto svolgere contemporaneamente la funzione di vicesindaco della capitale.
Dal 2015 è a capo del Consiglio per l'uguaglianza di genere. È vicepresidente del Consiglio per i diritti dell'infanzia ed è la rappresentante politica di Eurocities.
Dopo le elezioni locali del 2016, è stata eletta presidente del comune belgradese di Savski Venac, lasciando la carica vicesindaco della capitale. Alle elezioni dell'Assemblea comunale di Belgrado del 2018 era nella lista dei candidati del Partito progressista serbo. È stata menzionata come la favorita dei progressisti per il futuro sindaco di Belgrado, accanto a Goran Vesić.

### Vita privata
Oltre al serbo, parla fluentemente l'inglese e il russo.
Nel dicembre del 2022 ha sposato Ninoslav Cmolić.